# Chuncheon-Stadion
Das Chuncheon-Stadion war ein Fußballstadion in der südkoreanischen Stadt Chuncheon, Provinz Gangwon-do. Es wurde 1980 erbaut. 1983 nutzte die K League das Stadion als Austragungsort der Liga. Im Zeitraum 1987 bis 1989 wurde es von Hyundai Horang-i genutzt. Nach dem Umzug von Hyundai Horing-i wurde das Stadion nicht mehr weiter genutzt. Im Dezember 2008 wurde es abgerissen und durch das Chuncheon-Songam-Leports-Town-Stadion ersetzt.